# Ib Nørholm
Ib Nørholm, né le  24 janvier 1931 à Søborg (banlieue de Gladsaxe) sur l'île de Seeland au Danemark et mort le 10 juin 2019, est un compositeur et organiste danois.

## Biographie
Ib Nørholm a étudié avec Vagn Holmboe à l'Académie royale danoise de musique, où il a plus tard enseigné (à partir de 1973) devenant professeur en 1981. Parmi les prix qu'il a reçus, figurent le Prix international Gaudeamus des compositeurs en 1964, le Prix Carl Nielsen  en 1971, et il a été honoré du titre de chevalier en 1981.
Initialement, la musique de Nørholm était ancrée dans la tradition de celle de Carl Nielsen, comme en témoigne sa première symphonie (1956-58). Dans les années soixante, cependant, Nørholm a commencé à explorer les possibilités du sérialisme et des partitions graphiques, ayant été profondément impressionné par ses expériences de la musique de Karlheinz Stockhausen, Pierre Boulez et d'autres à l'ISCM à Cologne. Plus tard, sa musique a adopté une approche plus économique, souvent caractérisée par le terme « nouvelle simplicité ».
Les compositions de Nørholm comprennent l'opéra The Young Park (1969-70), la symphonie n° 3 (1973), les sonates pour accordéon (1967) et pour guitare (1976), Idylles d'apocalypse pour orgue et orchestre (1980), la symphonie n° 5 Les Éléments (1980), Immanence pour flûte seule (1983), Aspects of Sand and Simplicity pour orchestre à cordes(1987), une fantaisie symphonique Hearing Andersen (1987), et l'œuvre pour chœur Sjaelfuld Sommer (1997). L'opéra Invitation til Skafottet (« Invitation à une décapitation ») (1965) a été commandé par la Danmarks Radio. En tout, Ib Nørholm a composé treize symphonies. Sa deuxième symphonie, commandée par l'Orchestre symphonique national du Danemark, est sous-titrée Isola Bella, et la quatrième symphonie est sous-titrée Moderskabelsen. La première de sa douzième symphonie, Virkeligheder sur les textes de Thorkild Bjørnvig, Lene Henningsen et Inger Christensen, a eu lieu à Odense le 28 avril 2011.
En plus de ses activités en tant que compositeur, Ib Nørholm est critique musical et chef de chœurs.

## Principales compositions

### Orchestre
- Treize symphonies (1956–58, 1968–71, 1973, 1978–79, 1980–81, 1981, 1982, 1990, 1990, 1998, 2008, 2009, 2012-13)
- Concerto pour violon et orchestre (1974)
- Concerto pour violoncelle et orchestre (1989)

### Musique de chambre
- Mosaic: Recitative Fragments, op. 15 (1959) pour flûte, violon, alto et violoncelle
- Varianter, op. 19 (1959) pour violon et piano
- Præludium til min vintermorgen (Prélude à mon matin d'hiver), op. 52 (1971) flûte, violon, alto, violoncelle et piano
- Kontrast-Kontinuum, op. 70 (1977) pour quatuor de flûtes
- Så at sige, op. 74 (1978) pour flûte et percussion
- Essai prismatique, op. 77 (1979) pour violon, violoncelle et piano
- Before Silence, op. 83 (1980) pour trio de flûtes
- Den ortodokse drøm (Le rêve orthodoxe), op. 92 (1984) pour flûte, violoncelle et clavecin
- Medusa's Shadow, op. 105 (1987) pour flûte, guitare, alto et violoncelle
- Saxophone Quartet (1992)
- Nu og Da (2000–01) pour voix et quatuor à cordes
- Jubilate Deo in Primavere (2005) pour flûte, saxophone et percussion

### Chants
3 chants, Op. 3b  : 
- N° 1 Critique Of Gold
- N° 2 The Condemned Speak Of Their Country
- N° 3 Pictures, Pictures, Pictures

### Musique instrumentale en solo
- Sonate n° 1, op. 69 (1976) pour guitare
- Turbulens-Laminar, op. 93 (1984) pour piano
- Sonate n° 2, op. 110 (1989) pour guitare
- A Song of Breath and Wings (2002) pour clarinette